# Flabellum politum
Flabellum politum är en korallart som beskrevs av Stephen D. Cairns 1989. Flabellum politum ingår i släktet Flabellum och familjen Flabellidae. Inga underarter finns listade i Catalogue of Life.